# Neuville-saint-vaast-i német katonai temető
A neuville-saint-vaast-i német katonai temető (Deutsche Kriegsgräberstätte Neuville-St. Vaast) a legnagyobb első világháborús német sírkert Franciaországban: 44 833 halott nyugszik benne. A sírkert La Maison Blanche (Fehér ház) néven is ismert volt egy közeli farm után.
A Neuville-Saint-Vaast közelében található temetőt a francia hatóságok nyitották az első világháború befejezése után. Az Arras várostól északra és keletre fekvő csatamezőkön, kisebb temetőkben elföldelt német halottakat exhumálták, majd ebben a sírkertben temették el ismét 1919 és 1923 között. Több mint 110 helyről helyezték át az elesettek földi maradványait Neuville-Saint-Vaastba. A halottak többsége 1914. augusztus és 1915 vége között halt hősi halált a lorettói csatamezőn, valamint 1917 tavaszán és 1918 őszén a Vimy-hegyháton. 1918-ban a temető felügyeletét átvette a német hadisírgondozó szervezet, a Volksbund Deutscher Kriegsgräberfürsorge. A temetőben felállítottak egy emlékművet, amely a 164. hannoveri gyalogezred elesettjei előtt tiszteleg.
2023 óta az első világháború temetői és emlékhelyei részeként a világörökséghez tartozik.
Neuville-Saint-Vaast környékén több első világháborús katonai temető van: a német sírkerttől nagyjából 900 méterre északra található a La Targette brit katonai sírkert és 4,5 kilométerre északra a Kettes számú kanadai katonai temető.